# Clegna
Il Clegna è un torrente della provincia di Brescia.
Nasce ai piedi del monte  Garzeto, nelle Alpi Orobie, percorre la Val Clegna e confluisce da destra nell'Oglio a Capo di Ponte, in Val Camonica.
I comuni attraversati sono Cerveno, Ono San Pietro e Capo di Ponte. Bagna le frazioni di Cemmo e Pescarzo.